# Watkinsia vicina
Watkinsia vicina är en skalbaggsart som beskrevs av Britton 1995. Watkinsia vicina ingår i släktet Watkinsia och familjen Melolonthidae. Inga underarter finns listade i Catalogue of Life.